# Хелликсон, Рассел
 Рассел Оуэн «Расс» Хелликсон (англ. Russell Owen «Russ» Hellickson; род. 29 мая 1948, Мадисон) — американский борец вольного стиля, серебряный призёр Олимпийских игр, призёр чемпионатов мира, обладатель Кубка мира, трёхкратный победитель Панамериканских игр .

## Биография
Родился в 1948 году. Начал заниматься борьбой в средней школе, затем продолжил в Университете Висконсина. В отличие от подавляющего большинства американских борцов не выступал на студенческих соревнованиях под эгидой NCAA, сконцентрировавшись на регулярных чемпионатах по версии AAU. Несмотря на жестокую конкуренцию в то время в тяжёлых категориях, пять раз стал чемпионом страны (1972, 1974, 1975, 1976, 1980).
В 1971 году стал победителем Панамериканских игр, а на чемпионате мира завоевал бронзовую медаль (в полутяжёлом весе). Ожидалось, что он выступит на Олимпийских играх 1972 года, но он уступил в отборочных соревнованиях Бену Петерсону. В 1973 году был вторым на розыгрыше Кубка мира, в 1975 году победил на Панамериканских играх, на чемпионате мира был четвёртым. В период с 1972 по 1976 году пять раз проиграл Левану Тедиашвили, и решил окончательно перейти в тяжёлый вес.
В 1976 году на Олимпийских играх выступал в соревнованиях по вольной борьбе в тяжёлом весе, и сумел завоевать серебряную медаль Олимпийских игр, уступив в напряжённой встрече только Ивану Ярыгину.
См. таблицу турнира.
В 1978 году завоевал Кубок мира. В 1979 году стал серебряным призёром чемпионата мира. В 1980 году выступил на турнире World Super Championship в тяжёлом и супертяжёлом весе и оба раза был вторым. Был определён капитаном американской олимпийской сборной для участия в играх 1980 года, но по известным причинам не смог принять в них участия.
Советский тренерский штаб оценивал Рассела Хеликссона:

Опытный, тактически грамотный борец. Имеет высокий рост, борется в левой стойке, хорошо подготовлен физически. Его любимый прием — перевод рывком за руку и шею сверху, сбивает под себя и забегает назад. Часто применяет скручивание захватом правого плеча и левой голени или перевод рывком за левую руку и быстро переключается на переворот скручиванием за предплечье изнутри или переворот переходом захватом левой руки на ключ. Если не удается осуществить захват за левую руку, быстро переходит на захват правой руки. На редкость координированный борец: технический арсенал неширок, но отлично отработан. Его прекрасная функциональная подготовка позволяет быть напористым и атаковать без пауз. Правильно использует силовую выносливость своего плечевого пояса.— 
По окончании карьеры стал тренером в Университете Штата Висконсин, где тренировал в течение 6 лет, после чего переехал в Огайо, где стал тренером местного университета в Колумбусе (1986—2006). Дважды обладатель приза лучшему тренеру года (1991, 2002). Также известен как спортивный комментатор борьбы на канале ABC и издатель журнала о борьбе в Висконсине.
Член Зала Славы борьбы США; Залов славы борьбы Висконсина, университетов Висконсина и Огайо и открытого Зала славы Мидлэнда.